# Disciplinboll

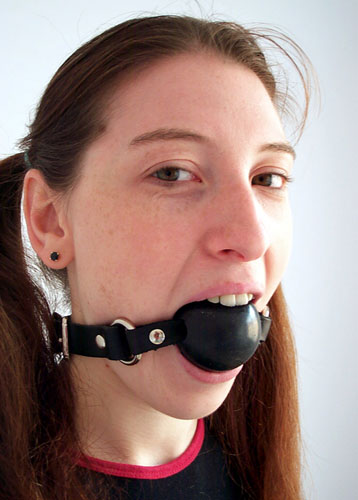
Svart disciplinboll.

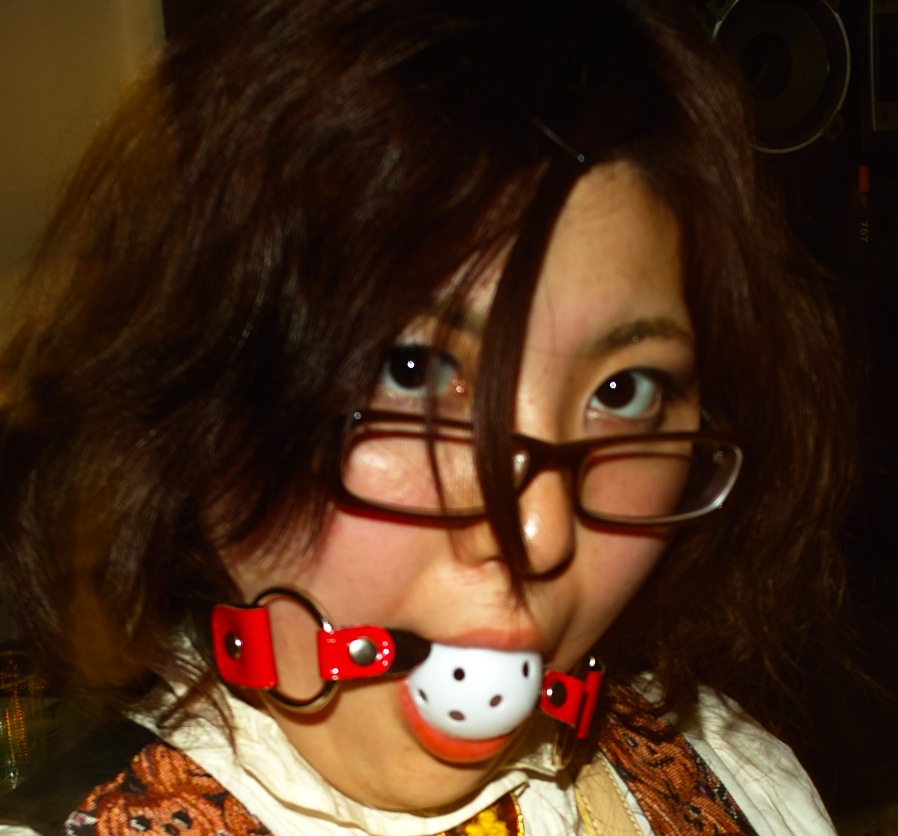
Disciplinboll med hål i.

En disciplinboll eller bollgag (gag-boll) är en typ av munkavle. Den används inom BDSM, ofta tillsammans med bondage.

## Säkerhet
Användning av disciplinboll är mycket riskfyllt, eftersom det kan innebära risk för kvävning om näsan på något sätt blir täckt. Numera finns det disciplinbollar med små hål i (liknande innebandyboll fast mindre), vilka låter användaren andas genom munnen. 